# Mapillary
Mapillary는 스웨덴 말뫼의 Mapillary AB사가 개발한 위치정보가 포함된 사진을 공유하는 서비스이다. 이 서비스의 창시자는 (거리 뿐만 아니라) 모든 세계를 사진을 이용해서 크라우드소싱하기를 원한다.

## 배경
이 프로젝트는 2013년 9월에 시작되었다. 아이폰 앱은 2013년 11월에 출시되었고, 안드로이드 앱은 2014년 1월에 출시되었다.

## 같이 보기
- 구글 스트리트 뷰
- 오픈스트리트맵
- 웹 매핑